# Aenictus anceps
Aenictus anceps är en myrart som beskrevs av Auguste-Henri Forel 1910. Aenictus anceps ingår i släktet Aenictus och familjen myror. Inga underarter finns listade i Catalogue of Life.